# The Strangest Party (These Are the Times)
«The Strangest Party (These Are the Times)» es el cuadragésimo disco sencillo del grupo australiano de rock INXS, el único desprendido de su álbum recopilatorio de grandes éxitos The Greatest Hits. Fue publicado el 24 de octubre de 1994 alcanzando el puesto 15 en Reino Unido y el 34 en Australia. La canción fue escrita por Andrew Farriss y Michael Hutchence. 
El video musical del sencillo presenta a la banda actuando en un escenario futurista de ciencia ficción negra. Fue realizado por Big TV!, una compañía formada por Andy Delaney y Monty Whitebloom.
La canción también apareció en la película de 1994 Salto al peligro, protagonizada por Wesley Snipes.
The Strangest Party (These Are the Times) se grabó junto a Deliver Me con motivo del lanzamiento de The Greatest Hits, sin embargo, la música de la canción fue escrita originalmente por Andrew Farriss durante la sesiones de grabación del anterior álbum de estudio de la banda, Full Moon, Dirty Hearts. Durante la grabación de Deliver Me, la banda quiso agregar una segunda pista nueva al disco y decidió usar el material que Andrew había escrito previamente. Más tarde, Michael Hutchence añadió la letra de la canción.
En una entrevista durante la promoción de su lanzamiento de Greatest Hits, Hutchence describió la canción como un comentario sobre el estilo de vida de la banda, particularmente la letra: «Eres parte de la solución o parte del problema». También menciona esto en las notas del álbum: «Creo que este nuevo álbum y especialmente el nuevo sencillo, 'The Strangest Party' resume nuestro tiempo hasta ahora con INXS. Sin duda, ha sido la fiesta más extraña en la que he estado».
Como lado B aparece Sing Something, una composición en solitario del guitarrista Tim Farriss.

## Formatos
Formatos del sencillo.
En disco de vinilo de 7"
7 pulgadas. 1994 Mercury Records 856 310-7 . 1994 Mercury Records INXS 27 
| Lado A |                                             |                                    |          |  |
| N.º    | Título                                      | Escritor(es)                       | Duración |  |
| 1.     | «The Strangest Party (These Are the Times)» | Andrew Farriss y Michael Hutchence | 3:52     |  |

| Lado B |                                       |                                    |          |  |
| N.º    | Título                                | Escritor(es)                       | Duración |  |
| 1.     | «Wishing Well» (Courier Extended Mix) | Andrew Farriss y Michael Hutchence | 5:07     |  |

En Casete
| Casete. 1994 Mercury Records 4-87195 INXMC 27 |                                             |                                    |          |  |
| N.º                                           | Título                                      | Escritor(es)                       | Duración |  |
| 1.                                            | «The Strangest Party (These Are the Times)» | Andrew Farriss y Michael Hutchence | 3:52     |  |
| 2.                                            | «Wishing Well» (Courier Extended Mix)       | Andrew Farriss y Michael Hutchence | 5:07     |  |

En CD
| CD 1994 Mercury Records 856 310-2 422 856 310-2 |                                             |                                    |          |  |
| N.º                                             | Título                                      | Escritor(es)                       | Duración |  |
| 1.                                              | «The Strangest Party (These Are the Times)» | Andrew Farriss y Michael Hutchence | 3:52     |  |
| 2.                                              | «Wishing Well» (Courier Extended Mix)       | Andrew Farriss y Michael Hutchence | 5:07     |  |

| CD 1994 Mercury Records 856 311-2 422 856 311-2 INXCD 27 |                                                              |                                    |          |  |
| N.º                                                      | Título                                                       | Escritor(es)                       | Duración |  |
| 1.                                                       | «The Strangest Party (These Are the Times)»                  | Andrew Farriss y Michael Hutchence | 3:52     |  |
| 2.                                                       | «The Strangest Party (These Are the Times)» (Apollo 440 Mix) | Andrew Farriss y Michael Hutchence | 6:46     |  |
| 3.                                                       | «Wishing Well» (Courier Extended Mix)                        | Andrew Farriss y Michael Hutchence | 5:07     |  |
| 4.                                                       | «Sing Something»                                             | Tim Farriss                        | 4:01     |  |

| CD 1994 Mercury Records INXDD 27 |                                             |                                    |          |  |
| N.º                              | Título                                      | Escritor(es)                       | Duración |  |
| 1.                               | «The Strangest Party (These Are the Times)» | Andrew Farriss y Michael Hutchence | 3:52     |  |
| 2.                               | «Need You Tonight» (Big Bump Mix)           | Andrew Farriss y Michael Hutchence | 8:27     |  |
| 3.                               | «I'm Only Looking» (Bad Yard Club Mix)      | Andrew Farriss y Michael Hutchence | 8:07     |  |

| CD 1994 Atlantic Records 85609-2 |                                                              |                                    |          |  |
| N.º                              | Título                                                       | Escritor(es)                       | Duración |  |
| 1.                               | «The Strangest Party (These Are the Times)»                  | Andrew Farriss y Michael Hutchence | 3:52     |  |
| 2.                               | «The Strangest Party (These Are the Times)» (Apollo 440 Mix) | Andrew Farriss y Michael Hutchence | 6:46     |  |
| 3.                               | «Need You Tonight» (Big Bump Mix)                            | Andrew Farriss y Michael Hutchence | 8:27     |  |
| 4.                               | «I'm Only Looking» (Bad Yard Club Mix)                       | Andrew Farriss y Michael Hutchence | 8:07     |  |

| Mini CD 1994 Mercury Records PHDR-916 |                                             |                                    |          |  |
| N.º                                   | Título                                      | Escritor(es)                       | Duración |  |
| 1.                                    | «The Strangest Party (These Are the Times)» | Andrew Farriss y Michael Hutchence | 3:52     |  |
| 2.                                    | «Taste It» (Live)                           | Andrew Farriss y Michael Hutchence | 3:21     |  |
| 3.                                    | «Mystify» (Live)                            | Andrew Farriss y Michael Hutchence | 3:16     |  |